# Bizarro (stripfiguur)

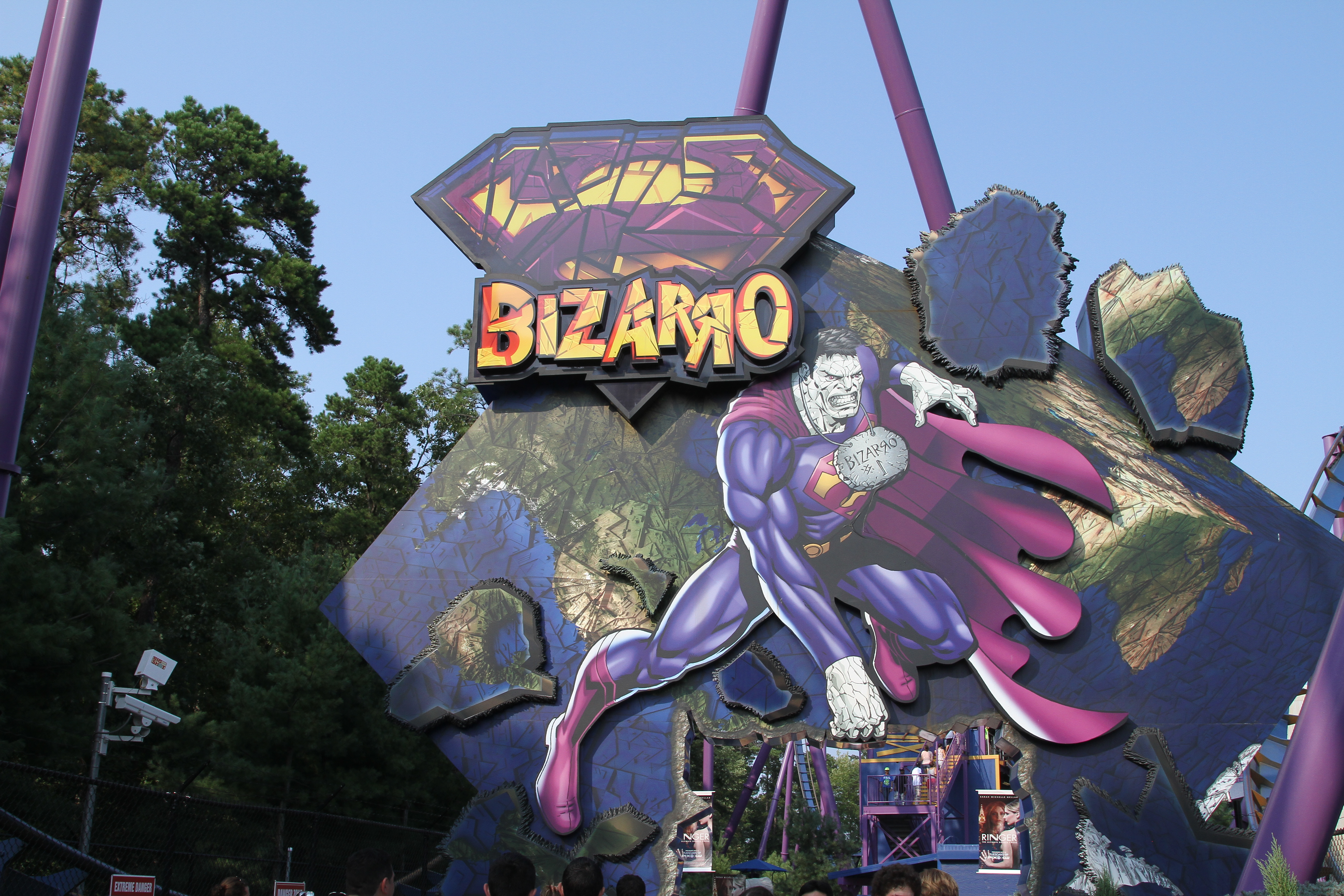
Bizarro-attractie in Six Flags

Bizarro is een fictieve superschurk uit de supermanstrips van DC Comics. Hij is een kwaadaardige dubbelganger van Superman. Bizarro werd bedacht door schrijver Otto Binder en tekenaar George Papp, en maakte zijn debuut in Superboy #68 (oktober 1958).
Er bestaan verschillende versies van Bizarro. Allemaal lijken ze op Superman, maar dan met en grijze of witte huid, een persoonlijkheid die in elk opzicht het tegenovergestelde is van die van Superman, en een spraakverwarring ("Me am going to kill you" betekent in Bizarro’s taal "I will save you").

## Pre-crisis Bizarro’s
Dit zijn de Bizarro’s die in de strip verschenen voordat DC de veranderingen in zijn continuïteit toepaste middels het verhaal Crisis on Infinite Earths.
De originele Bizarro werd gemaakt tijdens een ongeluk in een laboratorium. Een wetenschapper demonstreerde zijn nieuwe “dupliceerstraal” aan Superboy. De wetenschapper stootte per ongeluk tegen de machine, en de straal raakte Superboy. Dit resulteerde in een mislukte kopie van Superboy.
Bizarro probeerde eerst net als Superboy geaccepteerd te worden door de mensheid, maar zijn uiterlijk en bizarre gedrag maakten dat iedereen bang voor hem was. Deze Bizarro werd al snel vernietigd.
Later maakte Lex Luthor op dezelfde manier nog een Bizarro. Deze Bizarro probeerde net als Superman een held te worden, maar zijn klungelige en destructieve gedrag deed meer kwaad dan goed. In de hoop hem wat tot bedaren te brengen maakte Lois Lane een bizarro versie van zichzelf als vriendin voor Bizarro. De twee vluchtten vervolgens naar de wereld genaamd Htrae, waar vrijwel iedereen eruitzag zoals zij.
Bizarro in de Pre-Crisis verhalen zag eruit als een bleke Superman met een vervormd gezicht. Zijn krachten waren op vele punten precies het tegenovergestelde van die van Superman. Zo kon hij dingen opwarmen met zijn adem terwijl Superman zo juist dingen bevriest; ijsstralen afvuren uit zijn ogen terwijl Superman lasers afschiet; en niet door materialen heen kijken behalve door lood. Bizarro’s enige zwakheid was Blauw Kryptoniet. Bizarro kon ook niet worden gezien als puur slecht: hij probeerde een held te zijn, maar wat hij als heldendaden zag kwam op anderen over als misdadig gedrag.
In de wereld Htrae kwamen ook Bizarro-versies voor van Perry White en Jimmy Olsen.

## Post-Crisis Bizarro's
Deze versies van Bizarro doken op na het verhaal “Crisis on Infinite Earths”.

### LexCorp Bizarros
De eerste Bizarro werd gemaakt door Lex Luthor. Deze Bizarro kon niet praten en probeerde Superman op elke mogelijke manier te imiteren. Zijn lichaam was erg zwak en verging toen hij en Superman op elkaar insloegen.
Luthor herschiep Bizarro later om te zien hoe hij de “Kloon plaag” kon stoppen. Deze Bizarro ontvoerde Lois Lane en nam haar mee naar zijn “Bizarro wereld”, een warenhuis dat hij had gemodelleerd naar een surrealistische versie van Metropolis. Lois kon ontsnappen en Bizarro werd gevangen door LexCorp, waar hij werd vernietigd.

### Jokers Bizarro
Een andere versie van Bizarro verscheen in Superman vol. 2, #160. Deze Bizarro was gemaakt door the Joker met behulp van Mr. Mxyzptlk. Deze Bizarro was het langst actief in de strips.
De Joker maakte deze Bizarro om de grootste held te worden van zijn “jokerwereld”, Jokers idee van de “perfecte wereld”. Deze Bizarro was duidelijk gemodelleerd naar zijn Pre-Crisis versie. Hij behield zijn spraakgebrek en omgekeerde Supermankrachten. Wel had hij geen grijze maar een ietwat bleke huid, met gele en rode ogen, een maniakale lach en op zijn torso het omgekeerde Superman-symbool.
Bizarro sloot zich aan bij de Secret Society of Supervillains en is nog altijd actief in de strips.

## In andere media
- Bizarro’s eerste optreden buiten de strips was in de animatieserie Challenge of the SuperFriends. In deze serie was Bizarro een regelrechte superschurk en onderdeel van de Legion of Doom.
- Een Bizarro die meer in overeenstemming was met zijn stripversie verscheen in de serie The Super Powers Team: Galactic Guardians.
- In de film Superman III verandert Superman tijdelijk in een slechte versie van zichzelf onder invloed van kunstmatig Kryptoniet. Deze slechte Superman vertoont veel gelijkenissen met Bizarro, maar wordt niet bij die naam genoemd.
- De traditionele Bizarro maakte zijn live-action debuut in de televisieserie Superboy. Hij werd gespeeld door Barry Meyers en deed mee in 7 afleveringen.
- In het eerste seizoen van de serie Lois & Clark: The New Adventures of Superman maakte Lex Luthor een kloon van Superman. Hoewel deze kloon een perfecte kopie van Superman was, was hij duidelijk bedoeld als de Bizarro van deze serie. De kloon vertoonde onvolwassen en naïef gedrag.
- In Superman: The Animated Series was Bizarro (stem van Tim Daly) een combinatie van zijn Pre-Crisis en Post-Crisis versies. Hij was ook in deze serie een creatie van Lex Luthor, maar Bizarro pakte anders uit dan Lex had gepland. Deze versie van Bizarro deed ook mee in Justice League Unlimited.
- In seizoen 6 van de serie Smallville werd Clark Kent veranderd in een omgekeerde versie van zichzelf door een wezen dat zich aan hem bond. Deze Kent vertoonde ander gedrag, en werd juist sterker door Groen Kryptoniet.
- In aflevering 12 van seizoen 1 van de serie Supergirl creëert Maxwell Lord een kwaadaardige versie van de titelheldin.